# Zeuxia conica
Zeuxia conica är en tvåvingeart som beskrevs av Robineau-desvoidy 1830. Zeuxia conica ingår i släktet Zeuxia och familjen parasitflugor.
Artens utbredningsområde är Frankrike. Inga underarter finns listade i Catalogue of Life.